# شهرستان تیگیلسکی
شهرستان تیگیلسکی (به لاتین: Tigilsky District) یک شهرستان در روسیه است که در ناحیه خودگردان کوریاک واقع شده‌است.